# Капитолий штата Коннектикут
Капито́лий шта́та Конне́ктикут — расположен в городе Хартфорд, столице штата Коннектикут. Здесь происходят заседания Палаты представителей штата и Сената штата, кроме в здании находится офис губернатора.

## История
Сооружение Капитолия по проекту архитектора Ричарда М. Апджона проходило в 1871—1878 годах — здание должно было заменить старый Дом штата 1792 года постройки. Капитолий был открыт во время Генеральной Ассамблеи в январе 1879 года. Общая стоимость работ составила 2,5 млн долларов. Позднее в 1979 и 1989 годах были проведены реконструкции помещений и фасадов.
В 1971 году здание вошло в список важнейших достопримечательностей США.

## Архитектура
Архитектура Капитолия эклектична, однако заметно преобладание неоготического стиля Викторианской эпохи. Отделка фасадов произведена из мрамора и гранита. В настенных барельефах отображены сюжеты из истории штата, а также портреты самых значимых людей Коннектикута. Венчает строение 81-метровая башня с золотым куполом. На её карнизах установлено 12 статуй, символизирующих сельское хозяйство, коммерцию, образование, музыку, науку и армию.